# サヴォイア・マルケッティ S.65
サヴォイア・マルケッティ S.65
- 用途：エアレーサー
- 分類：水上機
- 設計者：アレッサンドロ・マルケッティ
- 製造者：サヴォイア・マルケッティ
- 初飛行：1929年
- 生産数：1機
- 運用状況：退役

サヴォイア・マルケッティ S.65（Savoia-Marchetti S.65）は1929年のシュナイダー・トロフィー・レースに出場するためにサヴォイア・マルケッティが開発した競技用水上機である。

## 概要
設計はアレッサンドロ・マルケッティによって行われ、ツインビームで尾翼を支え、操縦席の前後にエンジンを置くレイアウトが試みられた。1929年のシュナイダー・トロフィー・レースまでに40日しかなく、トマッソ・ダル・モリーンによって試験飛行が行われたが、レースには間に合うことはなかった。低翼の片持ち翼で、短い胴体の前後にエンジンとプロペラを配置して、空気抵抗の減少と、プロペラによる反動トルクの解消を狙ったもので、尾翼は翼から伸ばされ、フロートから支持された2本のビームで支えられた。エンジンはイソッタ・フラスキーニ アッソ 750hpをレース用に改造したアッソ 1000hpであった。
1930年1月、フロートと翼が改良され、重量軽減された。1月18日、ガルダ湖の高速飛行研究所でダル・モリーンの操縦で試験が行われたが、離水後機体は姿勢をくずして墜落、彼は事故死した。機体の残骸を調査した結果、尾翼を駆動する部材の強度不足による変形による事故であった。

## 要目
- 乗員：1名
- 全長：9.5 m
- 全幅：10.7 m
- 全高：2.8 m
- エンジン： 2×Isotta Fraschini Asso 1000 (1,000 hp)